# Децим Валерий Азиатик
Де́цим Вале́рий Азиа́тик (лат. Decimus Valerius Asiaticus; 10 год до н. э., Виенна, Трансальпийская Галлия — 47 год, Рим, Римская империя) — политический и военный деятель ранней Римской империи.

## Биография
Происходил из рода всадников Валериев из города Вьен в Трансальпийской Галлии. О его родителях какие-либо сведения отсутствуют. В молодости входил в ближайшее окружение Антонии Младшей. В 35 году занимал должность консула-суффекта совместно с Авлом Габинием Секундом. Находился в дружеских отношениях с императором Калигулой.
В 39 году Калигула сделал своей любовницей Лоллию Сатурнину, жену Азиатика, а затем в его присутствии начал публично обсуждать эту связь. Из-за нанесённого оскорбления Азиатик смертельно возненавидел Калигулу. Тем не менее, продолжал занимать высокое положение в его окружении. В 41 году после убийства Калигулы вышел к народу, который выразил недовольство тем, что убийцы императора не найдены, и публично одобрил это деяние, выразив сожаление, что не участвовал в нём. Собирался выступить в качестве претендента на императорскую власть, но был удержан от этого Виницианом.
В 43 году Децим Валерий участвовал в походе императора Клавдия против британцев. В 46 году он избирается консулом (вместе с Марком Юнием Силаном). Был избран на целый год, однако добровольно отказался от должности раньше срока — 15 марта, чтобы не начинать вражду и завистливые отношения.
В 47 году Мессалина, жена императора Клавдия, решила уничтожить Азиатика за то, что тот когда-то был любовником её соперницы Поппеи Сабины Старшей, а также из-за желания завладеть его садами. По её наущению Суиллий Цезониан обвинил Азиатика в разложении и подкупе армии, разврате и прелюбодеянии. Азиатик произнёс блестящую речь в свою защиту, которая произвела на Клавдия огромное впечатление, а подставной свидетель, который выступал против Азиатика, даже не смог узнать его в лицо. Однако под влиянием аргументов Вителлия Клавдий всё же вынес Азиатику смертный приговор, предоставив ему самому выбрать вид смерти. Азиатик порезал себе вены, перед смертью проявив мужество и самообладание.

## Семья
Жена — Лоллия Сатурнина
Дети:
- Децим Валерий Азиатик, легат — пропретор Белгики 69 года.